# Leptoceratopidae
De Leptoceratopidae, of, taalkundig onjuist, de Leptoceratopsidae, zijn een groep dinosauriërs behorend tot de Neoceratopia.
Baron Ferenc Nopcsa benoemde een onderfamilie Leptoceratopinae in 1923 en geldt daarmee impliciet als naamgever van een familie Leptoceratopidae. 
De eerste die het woord werkelijk gebruikte, voor een klade, was Peter Makovicky die in 2001 het begrip definieerde als: de groep bestaande uit Leptoceratops gracilis en alle soorten nauwer verwant aan Leptoceratops dan aan Triceratops horridus.
De Leptoceratopidae bestaan voor zover bekend uit kleine vormen uit het Santonien tot het Maastrichtien (zo'n 86 tot 66 miljoen jaar geleden) van Azië (Bainoceratops, Udanoceratops) en Noord-Amerika (Leptoceratops, Montanoceratops, Prenoceratops). Een mogelijke, maar zeer omstreden, soort uit Australië is de slecht bekende Serendipaceratops.